# Шютце, Вернер
Ве́рнер Шю́тце (нем. Werner Schütze; 18 марта 1911, Берлин — 2001) — немецкий физик, один из создателей масс-спектрометрического метода разделения изотопов урана, разработал конструкцию масс-спектрометра МС-1.

## Биография
Родился в Берлине в купеческой семье, после окончания средней школы в Берлин-Niederschonhausen (1929) учился в Берлинской высшей технической школе в Шарлоттенбурге по специальности «электротехника и техническая физика». В 1934 году он стал ассистентом нобелевского лауреата Густава Герца в Институте физики Берлинской высшей технической школы. Под его руководством он выполнил дипломную работу на тему масс-спектроскопии, получив диплом инженера-физика в 1935 году. Он также принимал активное участие в исследовательских проектах Густава Герца по изотопному разделению.
Осенью 1935 переходит вместе с Г. Герцем в научно-исследовательскую лабораторию Сименс AG. Под руководством Герца в 1936—1937 Вернер Шютце выполнил диссертационную работу по масс-спектрометрии «Масс-спектроскопические исследования водорода и гелия каналовых лучей», усовершенствовав источник ионов для высоковольтной технике и электронной физики. 28 февраля 1938 ему присуждена учёная степень доктора-инженера в Берлинской высшей технической школе.

## Работа в СССР
По окончании Второй мировой войны Шютце был вывезен НКВД в СССР и работал в советской атомной программе. С 1945 по 1950 годы он работал на объекте «Агудзеры», созданном НКВД на базе санатория «Синоп» возле Сухуми. 
Вернер Шютце работал над созданием масс-спектрометра для изотопного анализа урана МС-1. Один из этих приборов, № 1, был отправлен на «Маяк» в г. Озерск, а прибор № 2 — на УЭХК, где он был приспособлен для изотопного анализа урана в гексафториде урана. Первое испытание масс-спектрометра в Новоуральске В. Шютце проводил в присутствии И. В. Курчатова. Затем эти работы были продолжены в НИИ Минрадиопрома в пос. Фрязино под Москвой. В 1954 году работы по дальнейшему развитию масс-спектрометрического приборостроения были сконцентрированы в Ленинграде, в СКБ аналитического приборостроения Академии наук СССР, а также в Сумах и Новоуральске.
За разработку конструкции и изготовление масс-спектрометров для изотопного анализа урана в октябре 1949 года Шютце получил орден Ленина и Сталинскую премию второй степени (в секретных постановлении Совета министров СССР № 5070-1944сс/оп и указе Президиума ВС СССР о награждении он фигурировал как «Вернер Вильевич Шютце»).

## Возвращение в Германию
В марте 1955 года ему было разрешено ухать в Германияю, но только в ГДР, которую он спешно покинул и перебрался во Франкфурт на Майне.
В ноябре 1955 года он сначала устраивается на работу на фирму Hoechst, далее становится техническим директором построенного под его руководством и открытого в 1958 году исследовательского ядерного реактора в Институте ядерной физики Франкфуртского университета, которым он руководит вплоть до его закрытия в 1968 году. В 1966 году он был назначен адъюнкт-профессором, а в 1971 году — профессором Института ядерной физики Франкфуртского университета. С 1976 года был на пенсии. В последние годы занимался также масс-спектроскопическими исследованиями по хронологии изотопов свинца с Кавказа, которые начались ещё в СССР.

## Награды
- орден Ленина (29.10.1949)
- Сталинская премия второй степени (29.10.1949) — за разработку конструкции и изготовление масс-спектрометров для изотопного анализа урана